# John McLane

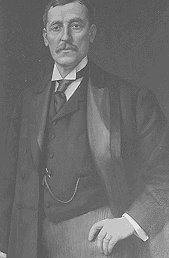
John McLane

John McLane (* 27. Februar 1852 in Lennoxtown, East Dunbartonshire, Schottland; † 13. April 1911 in Pinehurst, North Carolina) war ein US-amerikanischer Politiker und von 1905 bis 1907 Gouverneur des Bundesstaates New Hampshire.

## Frühe Jahre
Noch als Kind kam John McLane mit seinen Eltern im Jahr 1853 nach Amerika. Die Familie ließ sich zunächst in Manchester im Bundesstaat New Hampshire nieder. Im Jahr 1869 zog sie nach Milford. John besuchte die örtlichen Schulen seiner neuen Heimat und absolvierte anschließend eine Lehre im Schreinerhandwerk. Im Jahr 1876 eröffnete er selbst eine Schreinerei, die sich auf die Herstellung von Büromöbeln für Posteinrichtungen spezialisierte. Dieser Betrieb sollte der größte seiner Art in ganz Nordamerika werden. Durch seinen geschäftlichen Erfolg wurde McLane ein prominenter Bürger in Milford. Er wurde Leiter der Milford Granite Company und Direktor einer Bank sowie einer Feuerversicherungsgesellschaft.

## Politischer Aufstieg
John McLane war Mitglied der Republikanischen Partei. Im Jahr 1885 wurde er in das Repräsentantenhaus von New Hampshire gewählt und 1887 war er Vorsitzender des Versicherungsausschusses. Zwischen 1891 und 1894 war er Mitglied des Senats von New Hampshire und gleichzeitig dessen Präsident. Im Jahr 1900 war er Delegierter zur Republican National Convention, auf der Amtsinhaber William McKinley erneut als Präsidentschaftskandidat nominiert wurde.

## Gouverneur von New Hampshire
Im Jahr 1904 wurde John McLane zum neuen Gouverneur seines Staates gewählt. Er trat seine zweijährige Amtszeit am 5. Januar 1905 an. In dieser Zeit wurden in New Hampshire die Straßen verbessert und ausgebaut und er setzte sich für die Einrichtung eines Naturparks (White Mountain National Forest) ein. In seine Regierungszeit fiel auch die in Portsmouth stattfindende Friedenskonferenz im Russisch-Japanischen Krieg, für die später Präsident Theodore Roosevelt mit dem Friedensnobelpreis ausgezeichnet wurde.

## Weiterer Lebenslauf
Nach dem Ende seiner Gouverneurszeit zog sich McLane aus der Politik zurück. Er kümmerte sich aber weiter um seine geschäftlichen Angelegenheiten. Er starb im April 1911 in North Carolina und wurde in seinem Heimatort Milford begraben. Mit seiner Frau Ellen L. Tuck hatte Gouverneur McLane vier Kinder.